# Siegfried Mrotzek
Siegfried Mrotzek; auch Sigi Mrotzek (* 29. März 1930 in Stolp, Pommern; † 24. August 2000 auf einer Reise durch Westfalen), war ein deutscher Schriftsteller und Übersetzer.

## Leben
Siegfried Mrotzek besuchte ab 1936 die Volksschule und von 1940 bis 1944 eine Mittelschule. Seinen Schulbesuch musste er wegen der Kriegsereignisse abbrechen. Nach dem Ende des Zweiten Weltkriegs lebte er als Knecht auf einem ostpreußischen Bauernhof. Er übersiedelte nach Westdeutschland und begann 1947 eine Lehre als Elektromechaniker in Hamburg. Er schloss seine Ausbildung mit der Facharbeiterprüfung zum Dreher ab. Von 1951 bis 1953 übte er verschiedene Tätigkeiten für die britischen und amerikanischen Truppen in Mönchengladbach und Kaiserslautern aus, und von 1954 bis 1957 arbeitete er als Dreher in Wetter an der Ruhr.
1957 wanderte Siegfried Mrotzek nach Kanada aus, wo er erneut diverse Tätigkeiten, u. a. im Eisenbahnbau und Uranbergbau, ausübte. Er gehörte zeitweise der Redaktion einer deutschsprachigen Zeitung in Edmonton (Alberta) an und bereiste Kanada und die Vereinigten Staaten per Anhalter. 1961 kehrte er nach Deutschland zurück.
Von 1961 bis 1965 war Mrotzek als technischer Angestellter in Wetter an der Ruhr tätig. Von 1966 bis 1969 hielt er sich in Amsterdam auf, wo er Niederländisch lernte und begann, niederländische Autoren zu übersetzen. 1973 kehrte er nach Deutschland zurück und arbeitete als Werbetexter und freier Übersetzer. Er lebte in Herdecke und ab 1997 in Dragun (Mecklenburg-Vorpommern).
Siegfried Mrotzek schrieb Kurzgeschichten und Epigramme und übersetzte Belletristik für Kinder, Jugendliche und Erwachsene sowie Sachbücher aus dem Niederländischen und Englischen ins Deutsche. Er war Mitglied des Verbandes Deutscher Schriftsteller. 1988 wurde das von Mrotzek übersetzte Werk „Dann eben mit Gewalt“ von Jan F. de Zanger mit dem Gustav-Heinemann-Friedenspreis ausgezeichnet.

## Werke
- Kleinholz, Fischerhude 1979
- Niederländische Literatur in deutscher Übersetzung, Bonn 1987 (zusammen mit Murk Salverda und Carl Peter Baudisch)

## Übersetzungen
- Hester Albach: Das Debüt. Ein gesundes Verhältnis, Wiesbaden [u. a.] 1977
- Johan Ballegeer: Kaperkapitän Jan Bart, Kevelaer 1993
- Johan Ballegeer: Kein Mädchen an Bord!, Kevelaer 1990
- Thea Beckman: Das Geheimnis des Alchemisten, Stuttgart 1995
- Thea Beckman: Gib mir die Zügel!, Stuttgart 1983
- Thea Beckman: Der goldene Dolch, Stuttgart 1991
- Thea Beckman: Karen Simonstochter, Stuttgart 1986
- Thea Beckman: Kinder der Mutter Erde, Stuttgart 1996
- Thea Beckman: Matthis der Herold, Stuttgart 1984
- Thea Beckman: Stadt im Sturm, Stuttgart 1988
- Thea Beckman: Unter glücklichem Stern, Stuttgart 1985
- Raymond Charles Marie de Belser: Goldene Ophelia, Wiesbaden [u. a.] 1980
- Paul Biegel: Frühjahr. Hase, Würzburg 1984
- Paul Biegel: Die rote Prinzessin, München 1988
- Paul Biegel: Die Schwarze Witwe, Würzburg 1986
- Arie Boogert: Beim Sterben von Kindern, Stuttgart 1986
- Maria Albertha Bouhuys: Ein Boot im Kornfeld, München 1980
- Eve Bunting: Bleibst du, wenn ich frage?, Kevelaer 1985 (übersetzt zusammen mit Ursula Philipp)
- Gaston van Camp: Torkel der Wikinger, Kevelaer 1989
- Marita De Sterck: Glauben hat viele Namen, München 1997
- Miep Diekmann: Erzählt mal!, Ravensburg 1980
- Miep Diekmann: Zwei Zeiten des Lebens, Neunkirchen im Odenwald 1976
- Helmut Dirnaichner: Das Leichte und das Schwere, Nürnberg 1993 (übersetzt zusammen mit Christine Dirnaichner)
- Adriaan van Dis: Nathan Sid, München [u. a.] 1996
- Peter van Gestel: Mariken, München 1998
- Els de Groen: Die andere Seite der Straße, München 1986
- Els de Groen: Haus ohne Dach, München 1996
- Evert Hartman: Mattanja, Würzburg 1990
- Evert Hartman: Mattanjas Traum vom Frieden, Würzburg 1991
- Veronica Hazelhoff: Nachtschatten, Bindlach 1991
- Frank Herzen: Sohn der roten Flamme, Würzburg 1991
- Jan Kruis: Ulli, Ulla und die Kinder, Rastatt. 3 Bände, 1980
- Paul Kustermans: Der längste Weg, Kevelaer 1986
- Paul Kustermans: Die Legion in der Falle, Kevelaer 1991
- Paul Kustermans: Timu’s lange Flucht, Kevelaer 1988
- Sjoerd Leiker: Kundschafter gegen Attila, Modautal-Neunkirchen 1983
- Alfred Leutscher: Erde, Aarau [u. a.] 1983
- Alfred Leutscher: Wasser, Aarau [u. a.] 1983
- David Lloyd: Luft, Aarau [u. a.] 1983
- Koos Meinderts: Der Leckerladen von Siebenwasser, München 1998
- Jean Merrill: Der Krieg der fliegenden Händler, Dortmund 1981
- Harry Mulisch: Zwei Frauen, Wiesbaden [u. a.] 1980
- Leo Musch: Praktische Hinweise für das Atelier des Ölmalers, Ravensburg 1982
- Anne Provoost: Tränen sind für die Augen, was der Regenbogen für den Himmel ist, Kevelaer 1992
- Ton van Reen: Die Bockreiter oder Dem Galgen entkommen, Kevelaer 1987
- Wanda Reisel: Die blaue Stunde, Berlin 1991
- John Satchwell: Feuer, Aarau [u. a.] 1983
- Willy Schuyesmans: Adieu, Benjamin, München 1997
- Paul Snoek: Gedicht mit Stille geschrieben, Wiesbaden [u. a.] 1976
- Jennine Staring: Der alte Garten und Tanjas geheimnisvolle Freunde, Stuttgart 1992
- Karel Verleyen: Bertus und der Lockvogel, Aschaffenburg 1976
- Diet Verschoor: Jule Wolkengucker, Würzburg 1992
- Diet Verschoor: Ein Mädchen wie Tessa, Würzburg 1988
- Simone van der Vlugt: Amelie, München 2002
- Simone van der Vlugt: Paris, 1789, München 2000
- Simone van der Vlugt: Pirat und Ehrenmann, München 1999
- Simone van der Vlugt: Sandrine, München 2002
- Tonny Vos-Dahmen von Buchholz: Der flammende Halsschmuck, München 1995
- Tonny Vos-Dahmen von Buchholz: Der Komet von Samos, Stuttgart 1997
- Gijs Wanders: Vogelfreie Freunde, Würzburg 1989
- Clifford Wells: Abenteuer in Atalan, Dortmund 1980
- Jan van Welzen: 200 Farb-Dukatips, München 1978
- Jan Wolkers: Der Pfirsich der Unsterblichkeit, Bochum 1985
- Jan Wolkers: Türkische Früchte, Köln 1975
- Jan Wolkers: Zurück nach Oegstgeest, Köln 1979 (übersetzt unter dem Namen Sigi Mrotzek)
- Jan F. de Zanger: Anders als in seinen Träumen, Weinheim 1997
- Jan de Zanger|Jan F. de Zanger: Dann eben mit Gewalt, Kevelaer 1987
- Jan de Zanger|Jan F. de Zanger: Für 'ne halbe Tüte Drops, Kevelaer 1985